# La coronación de la Virgen (Retablo de Talavera)
La coronación de la Virgen es un lienzo realizado por el Greco, que formaba parte del actualmente desaparecido retablo de Talavera la Vieja. Es la primera versión conocida de esta temática, que el pintor cretense repetiría varias veces más a lo largo de su vida. Consta con el número 9 en el catálogo razonado realizado por el historiador del arte Harold Wethey, especializado en el Greco.

## Análisis de la obra
- La firma en la parte inferior derecha de la figura de Santo Domingo está completamente repintada y, por lo tanto, carece de valor.[1]
- Pintura al óleo sobre lienzo ; 105 x 80 cm.; Esta obra está documentada en 1591-92; Museo de Santa Cruz, Toledo.

Según H.E. Wethey, el dibujo de esta obra sería del Greco, y la ejecución de la pintura sería probablemente obra de su taller José Álvarez Lopera destaca la calidad de este lienzo y el hecho de que sea la primera versión de este tema. Este autor señala que la composición se divide en dos zonas. Arriba, en un trono de nubes y apoyada en una luna creciente, la Virgen María es coronada por Dios Padre y por Dios Hijo, bajo la mirada del Espíritu Santo en forma de paloma, con un acompañamiento de ángeles y serafines. Esta forma de representar a la Virgen la asemeja a una Inmaculada Concepción.
José Gudiol destaca la audacia del pintor, realizando una obra de gran asimetría cromática. Jesús y la Virgen llevan túnicas de un rojo casi púrpura y mantos azules, mientras que Dios Padre, que lleva una túnica y mantos blanquísimos, está sobre unas nubes, mucho más claras que las de la parte opuesta. Cabe señalar que la figura de Dios Padre en La Trinidad (Santo Domingo el Antiguo) aparecía con majestad y belleza, pero todavía con cierto realismo, mientras que en aquí es una figura más distante y majestuosa, muy idealizada, sin que por ello resulte impersonal o disuelta.
En la zona baja, varios santos asisten al evento, rodeando el un cáliz que porta Juan el Evangelista: Francisco de Asís, Juan el Bautista, San Sebastián, San Pablo, San Antonio Abad y Santo Domingo. Todos estos personajes, excepto San Francisco y San Pablo, se pintaron de acuerdo con un contrato de 1591. Los gestos de estos personajes son un factor importante de la composición, especialmente la magnífica figura casi desnuda de Juan el Bautista. El grupo es casi simétrico, aunque en el lado izquierdo hay cuatro personajes, mientras que en el otro solamente hay tres. Esta asimetría se ve compensada por la intensa luminosidad proveniente de Dios Padre, lo que muestra tanto el valor que el Greco concedía a la luz, como la conciencia de sus posibilidades artísticas.
La estructura clara y sencilla de este lienzo, las nubes algodonosas y la apertura gradual del cielo, son unas características que recuerdan a El entierro del conde de Orgaz, y que muestran la capacidad del Greco, tanto para crear como para variar su propia iconografía.